# Kamenica nad Hronom
Kamenica nad Hronom (in ungherese Garamkövesd) è un comune della Slovacchia facente parte del distretto di Nové Zámky, nella regione di Nitra.